# 1993-as Australian Open
Az 1993-as Australian Open az év első Grand Slam-tornája, az Australian Open 81. kiadása volt. január 18. és január 31. között rendezték meg Melbourne-ben. A férfiaknál az amerikai Jim Courier, nőknél a jugoszláv Szeles Mónika nyert.

## Döntők

### Férfi egyes
Jim Courier -  Stefan Edberg, 6-2, 6-1, 2-6, 7-5

### Női egyes
Szeles Mónika -  Steffi Graf, 4-6, 6-3, 6-2

### Férfi páros
Danie Visser /  Laurie Warder -  John Fitzgerald /  Anders Jarryd, 6-4, 6-3, 6-4

### Női páros
Gigi Fernández /  Natallja Zverava -  Pam Shriver /  Elizabeth Smylie, 6-4, 6-3

### Vegyes páros
Arantxa Sánchez Vicario /  Todd Woodbridge -  Zina Garrison Jackson /  Rick Leach, 7-5, 6-4

## Juniorok

### Fiú egyéni
James Baily –  Steven Downs 6–3, 6–2

### Lány egyéni
Heike Rusch –  Andrea Glass 6–1, 6–2

### Fiú páros
Lars Rehmann /  Christian Tambue –  Scott Humphries /  Jimmy Jackson 6–7, 7–5, 6–2

### Lány páros
Joana Manta /  Ludmila Richterová –  Åsa Carlsson /  Cătălina Cristea 6–3, 6–2